# Carex dioica
Laîche dioïque
Espèce
Synonymes
- Carex dioica var. metteniana (W.D.J.Koch) Láng, 1851
- Carex dioicostrongyla St.-Lag., 1880
- Carex laevis Hoppe, 1800
- Carex linnaeana Host, 1805
- Carex linnaei Degl. ex Loisel., 1807
- Caricinella laevis St.-Lag., 1889
- Mauschkia laevis (Hoppe) Heuff., 1844
- Physiglochis dioica (L.) Raf., 1840
- Psyllophora dioica (L.) Schur, 1866
- Vignea dioica (L.) Rchb., 1830[1]

La Laîche dioïque (Carex dioica) est une espèce de plantes vivaces du genre Carex et de la famille des Cyperaceae.

## Description

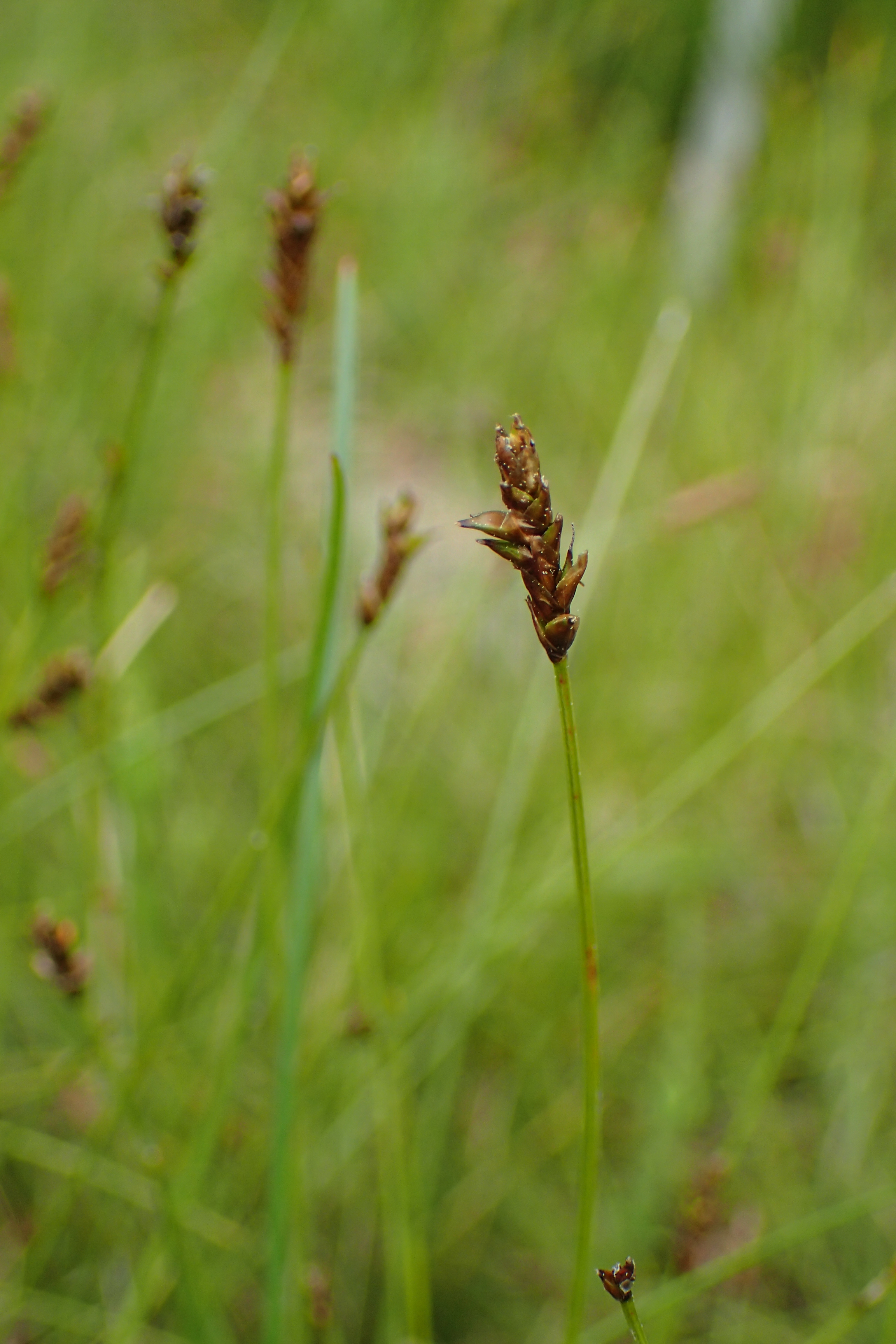
Laîche dioïque.

### Appareil végétatif
Elle mesure de 8 à 30 cm, elle est glabre, à souche grêle rampante-stolonifère ; la tige est dressée, filiforme, cylindracée, lisse. Les feuilles sont plus courtes que la tige, filiformes, lisses sauf au sommet. 

### Appareil reproducteur

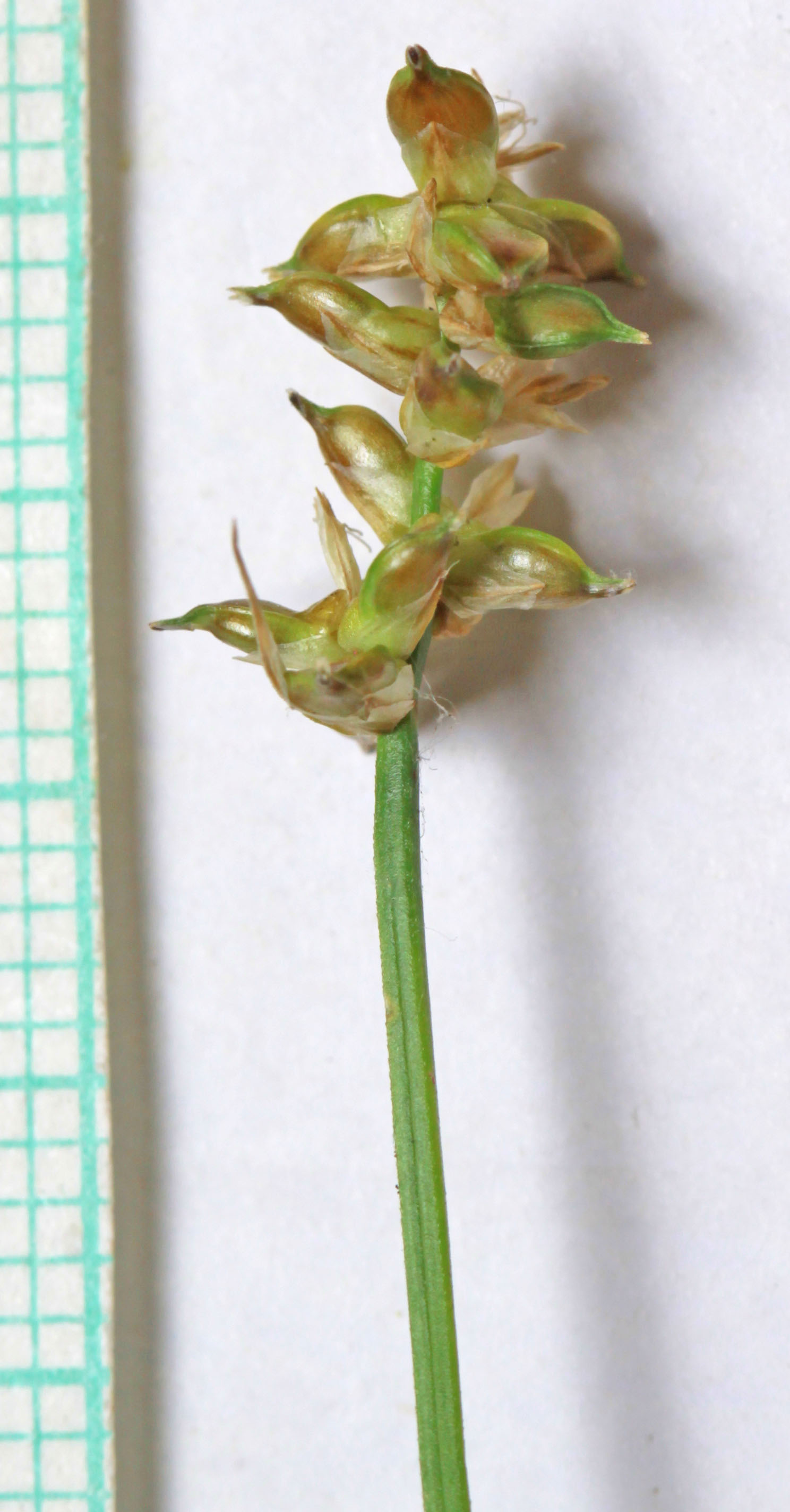
Inflorescences (détail).

L'épillet est solitaire, terminal, multiflore, dioïque ; le mâle est linéaire-cylindracé, à écailles lancéolées, tandis que l'épillet femelle est ovoïde ou oblong, à écailles rousses, ovales-subobtuses et persistantes. La bractée est triangulaire aristée ; il y a 2 stigmates. Les utricules sont à la fin étalés, bruns, longs de 3 à 4 mm, plans convexes, nervés, atténués en bec assez court dépassant l'écaille ; l'akène est ovale et biconvexe.

## Caractéristiques
La floraison a lieu d'avril à juillet.

## Répartition
Cette laîche est originaire d'Europe.

## Habitat
La laîche dioïque est une espèce caractéristique des communautés riveraines des sources et des ruisseaux de montagne calcaires et des marais.

## Menaces et conservation
La plante est sur la Liste rouge de la flore vasculaire de France métropolitaine (2019), catégorie UICN VU (vulnérable). Elle a déjà disparu de certaines régions.